# Ertsey Katalin
Ertsey Katalin (Budapest, 1966. augusztus 1. –) politikus, országgyűlési képviselő, újságíró.

## Életrajza
Budapesti építész családba született. Magyar és esztétika szakon szerzett diplomát a Pécsi Tudományegyetemen 1992-ben, majd újságírónak tanult, illetve üzleti etika és esélyegyenlőségi szakértői oklevelet szerzett.
Tanulmányai elvégzése után tanácsadói, oktatói és kutatói tevékenységet folytatott számos magyar és nemzetközi civil szervezet kötelékében.

## Politikai pályafutása
2010-ben a Lehet Más a Politika (LMP) országos listájáról került az Országgyűlésbe. Szakpolitikai tevékenysége mellett számos országos hírverést kapott ügy mellett is kiállt. 2012. november 27-én párttagságát a párt belső feszültségei miatt felfüggesztette, 2013. március végén a pártból kilépett, de a frakcióból nem.